# Сурдула
Сурдула (алб. Surdull) је насељено место у општини Подујево, Косово и Метохија, Република Србија.

## Демографија
| Демографија | Демографија | Демографија |
| Година      | Становника  | Становника  |
| ----------- | ----------- | ----------- |
| 1948.       | 104         |             |
| 1953.       | 124         |             |
| 1961.       | 146         |             |
| 1971.       | 133         |             |
| 1981.       | 103         |             |
| 1991.       | 154         |             |